# Paradišče
Paradišče – wieś w Słowenii, w gminie Grosuplje. 1 stycznia 2017 liczyła 86 mieszkańców.